# Влашский диалект (цыганский)
Влашский диалект — цыганский диалект, распространён среди цыган-влахов в Восточной Украине и европейской части России (особенно в Ставропольском крае, Ростовской и Астраханской областях). Относится к северной или южной подгруппе влашской группы диалектов цыганского языка Европы.
Влахи являются выходцами из Румынии, название субэтнической группы происходит от слова Валахия — историческая область на юге Румынии.
Родственные диалекты цыганского языка: сэрвицкий диалект, кишинёвский диалект, ловарский диалект и кэлдэрарский диалект.

## Особенности
Во влашском диалекте много заимствований из румынского языка, такие слова как: фа́ртэ (очень), дэлму́т (давно), инке́ (еще), па́лма (ладонь), курко́й (индюк), гынди́й (думать), гла́со (голос), лю́ма (мир), лу́нго (длинный, долгий).
Влашский диалект обнаруживает сходства с влашскими диалектами северной ветви.
В фонетике это переход старых аффрикат дж и ч соответственно в ж и ш (с разной степенью палатализации), например, переход джянэ́л в жанэ́л (знать), дживэ́л в жувэ́л (жить), чхаво́ — шаво́ (сын, парень-цыган), чхай — шей (дочь, девушка-цыганка), чхури́ — шури́ (нож).
В морфонологии это, например, стяжение (элиза) группы -ов- в таких формах как «тхол» < «тховэ́л» (кладу), «тхос» < «тховэ́с» (кладёшь), «тхав» < «тхова́в» (кладёт) и т. д.
В морфологии — окончание -э́м-/ в 1-м лице единственного числа прошедшего совершенного времени: -«мэ тердэ́м», «авилэ́м», «лэм», «дэм» (я сделал), пришёл (пришла), (взял), (дал), личные формы заимствованных глаголов. В настоящем времени могут употребляться и без суффикса -сар- : «мэ цыпи́й» < «цыписара́в», «пистро́й» < «пистросара́в» (я кричу, пишу), «ту цыпи́с», «пистро́с» (ты кричишь, пишешь), «вой цыпи́л», «пистро́л» (она кричит, пишет) (но в прошедшем совершенном времени — «мэ цыписардэ́м», «пистросардэ́м»; «ту цыписардян», «пистросардян»; «во цыписардя́», «пистросардя».
В лексике диалекта влахов много румынских заимствований (больше чем в сэрвицком диалекте.
Влашский диалект имеет особенности, которые американский цыганолог А.Тенсер в описании цыганских диалектов Украины условно назвал «пан-украинскими». К таким особенностям — кроме огромного украинского влияния на всех уровнях языка — он относит характерный для сэрвицкого и влашского диалектов переход палатализованных «г» > «д», «к» > «т» и «кх» > «тх» (иногда «ц», или «ч»): «ма́нди» < «ма́нгэ» (мне (дательный падеж)), «ту́ти»/«ту́чи» < «ту́кэ» (тебе (дательный падеж)), «цэр»/«чер» < «кхэр» (дом).
Влашскому диалекту свойственно заимствование союзов из русского и украинского языков (или, а и т. д.), а также добавление восточно-славянских префиксов к цыганским словам. Например, украинский префикс пере- при добавлении к цыганскому слово -жав- (иду), образует слово -пэрэжав, что означает перехожу.
Панченко Януш выделил три наречия влашского диалекта: кубанское, донское и ставропольское.

## История
Доподлинное время исхода влахов из Румынии неизвестно. Но относительно появления влахов на территории Украины и России можно предположить, что это произошло не ранее начала XVII века. В пользу этого говорит законодательный акт Варшавского коронного сейма от 1624 года, содержащий запрет предоставления жилья «неоседлым сербам и волохам» и наказание за несоблюдение этого запрета, предусмотренное ранее опубликованным запретом предоставления жилья цыганам.

## Примеры
Кубанское наречие
- 1. О мануш жал тэлэ дромэса лэ грастэса
- 1. Человек идет вниз по дороге с лошадью.
- 2. Пуш кодэлэ ромэс кай во жал.
- 2. Спроси того цыгана, куда он идет.
- 3. Мэ тэся жава кав пхрал тэ мангав ловэ.
- 3. Я завтра пойду к брату, просить деньги.
- 4. О баро риконо даравэл мэрнэ амалэн.
- 4. Большая собака пугает моих друзей.
- 5. Кадэя биби дикхэлас пала мандэ, кала мэ сымас цыкно
- 5. Эта тётя присматривала за мной, когда я был маленьким.